# Art Lloyd
Pour les articles homonymes, voir Lloyd.
Art Lloyd est un directeur de la photographie et scénariste américain né le 17 octobre 1897 à Los Angeles, Californie (États-Unis), décédé le 25 novembre 1954.

## Filmographie

### comme directeur de la photographie
- 1924 : Jubilo, Jr.
- 1925 : The Big Town
- 1925 : Circus Fever
- 1925 : Le Piège à maris (Chasing the Chaser) de Stan Laurel
- 1925 : Boys Will Be Joys
- 1925 : Mary, Queen of Tots
- 1925 : Unfriendly Enemies
- 1926 : Buried Treasure
- 1926 : Baby Clothes
- 1926 : Don Key (Son of Burro)
- 1926 : Uncle Tom's Uncle
- 1926 : Thundering Fleas
- 1926 : The Fourth Alarm
- 1927 : Seeing the World
- 1927 : Ten Years Old
- 1927 : Baby Brother (en)
- 1927 : Olympic Games
- 1927 : Yale vs. Harvard
- 1927 : The Old Wallop
- 1927 : Heebee Jeebees
- 1927 : Dog Heaven
- 1928 : Spook Spoofing
- 1928 : Rainy Days
- 1928 : The Smile Wins
- 1928 : Edison, Marconi & Co.
- 1928 : Barnum & Ringling, Inc. (en)
- 1928 : Fair and Muddy
- 1928 : Crazy House
- 1928 : School Begins
- 1928 : Growing Pains (en)
- 1928 : Old Gray Hoss
- 1928 : The Spanking Age
- 1928 : Chasing Husbands
- 1929 : Going Ga-ga de James W. Horne et Gilbert Pratt
- 1929 : Election Day
- 1929 : Noisy Noises
- 1929 : The Holy Terror
- 1929 : Wiggle Your Ears
- 1929 : Fast Freight
- 1929 : Small Talk
- 1929 : Little Mother
- 1929 : Railroadin'
- 1929 : Lazy Days
- 1929 : Boxing Gloves
- 1929 : Cat, Dog & Co.
- 1929 : They Go Boom!
- 1929 : Bouncing Babies
- 1929 : Saturday's Lesson
- 1929 : Moan & Groan, Inc.
- 1930 : El Príncipe del dólar
- 1930 : El Jugador de golf
- 1930 : Le Joueur de golf
- 1930 : Chercheuses d'or
- 1930 : Una Cana al aire
- 1930 : Shivering Shakespeare
- 1930 : The First Seven Years
- 1930 : When the Wind Blows
- 1930 : All Teed Up
- 1930 : Temps d'hiver (A Tough Winter)
- 1930 : Locuras de amor
- 1930 : Pups Is Pups
- 1930 : Teacher's Pet (en)
- 1930 : School's Out
- 1931 : La Señorita de Chicago
- 1931 : Helping Grandma
- 1931 : Drôles de bottes (Be Big!) de James W. Horne et James Parrott
- 1931 : Love Business
- 1931 : Quand les poules rentrent au bercail (Chickens Come Home) (non crédité)
- 1931 : The Pip from Pittsburgh
- 1931 : Little Daddy
- 1931 : Le Bon Filon (Laughing Gravy)
- 1931 : Monerías
- 1931 : Love Fever
- 1931 : Bargain Day
- 1931 : Justes Noces (Our Wife)
- 1931 : Fly My Kite
- 1931 : Catch as Catch Can
- 1931 : Toute la vérité (Come Clean)
- 1931 : Big Ears (en)
- 1931 : Shiver My Timbers (en)
- 1931 : Laurel et Hardy campeurs (One Good Turn)
- 1931 : Dogs Is Dogs (en)
- 1931 : Les Deux Légionnaires (Beau Hunks)
- 1932 : Readin' and Writin'
- 1932 : Aidons-nous ! (Helpmates)
- 1932 : Love Pains
- 1932 : Free Eats (en)
- 1932 : Stan boxeur (Any Old Port!)
- 1932 : Choo-Choo! (en)
- 1932 : Red Noses
- 1932 : Spanky (en)
- 1932 : The Pooch (en)
- 1932 : La Maison de tout repos (County Hospital)
- 1932 : What Price Taxi
- 1932 : Les Deux Vagabonds (Scram!)
- 1932 : Les Sans-soucis (Pack Up Your Troubles)
- 1932 : Hot Spot
- 1932 : Free Wheeling
- 1932 : Laurel et Hardy bonnes d'enfants (Their First Mistake)
- 1932 : Birthday Blues
- 1932 : Taxi for Two
- 1932 : A Lad an' a Lamp
- 1932 : Marchands de poisson (Towed in a Hole)
- 1933 : Bring 'Em Back a Wife
- 1933 : Fish Hooky
- 1933 : Wreckety Wrecks
- 1933 : Les Joies du mariage (Twice Two)
- 1933 : Forgotten Babies
- 1933 : Taxi Barons
- 1933 : The Bargain of the Century
- 1933 : The Kid from Borneo
- 1933 : Les Deux Flemmards (Me and My Pal)
- 1933 : Fra Diavolo (The Devil's Brother)
- 1933 : Call Her Sausage
- 1933 : Laurel et Hardy policiers (The Midnight Patrol)
- 1933 : Laurel et Hardy menuisiers (Busy Bodies)
- 1933 : Air Fright
- 1934 : Gai, gai, marions-nous (Oliver the Eighth)
- 1934 : Hi'-Neighbor!
- 1934 : Les Joyeux Compères (Them Thar Hills)
- 1934 : Buddy the Detective
- 1934 : Le Bateau hanté (The Live Ghost)
- 1935 : Laurel et Hardy électriciens (Tit for Tat)
- 1935 : Treasure Blues
- 1935 : Okay Toots!
- 1935 : Les Rois de la gaffe (The Fixer Uppers)
- 1935 : Beginner's Luck
- 1935 : Sing, Sister, Sing
- 1935 : Qui dit mieux ? (Thicker Than Water)
- 1935 : Southern Exposure
- 1935 : Teacher's Beau
- 1935 : Sprucin' Up
- 1935 : Bons pour le service (Bonnie Scotland)
- 1935 : Hot Money
- 1935 : Our Gang Follies of 1936 (en)
- 1935 : Top Flat
- 1936 : The Pinch Singer
- 1936 : All-American Toothache
- 1936 : La Bohémienne (The Bohemian Girl)
- 1936 : En vadrouille (On the Wrong Trek)
- 1936 : Bored of Education
- 1936 : Kelly the Second
- 1936 : Two Too Young
- 1936 : Spooky Hooky
- 1936 : General Spanky
- 1937 : Reunion in Rhythm
- 1937 : Glove Taps
- 1937 : Hearts Are Thumps
- 1937 : Laurel et Hardy au Far-West (Way Out West)
- 1937 : Rushin' Ballet
- 1937 : Three Smart Boys
- 1937 : Pick a Star
- 1937 : Roamin' Holiday
- 1937 : Night 'n' Gales
- 1937 : Fishy Tales
- 1937 : Framing Youth
- 1937 : The Pigskin Palooka
- 1937 : Mail and Female
- 1937 : Our Gang Follies of 1938
- 1938 : Bear Facts
- 1938 : Three Men in a Tub
- 1938 : Came the Brawn
- 1938 : Les montagnards sont là (Swiss Miss)
- 1938 : Têtes de pioche (Block-Heads)
- 1938 : Canned Fishing
- 1939 : Laurel et Hardy conscrits (The Flying Deuces)
- 1940 : Les As d'Oxford (A Chump at Oxford)
- 1940 : En croisière (Saps at Sea) de Gordon Douglas

### comme scénariste
- 1932 : The Little Rascals